# Muslim

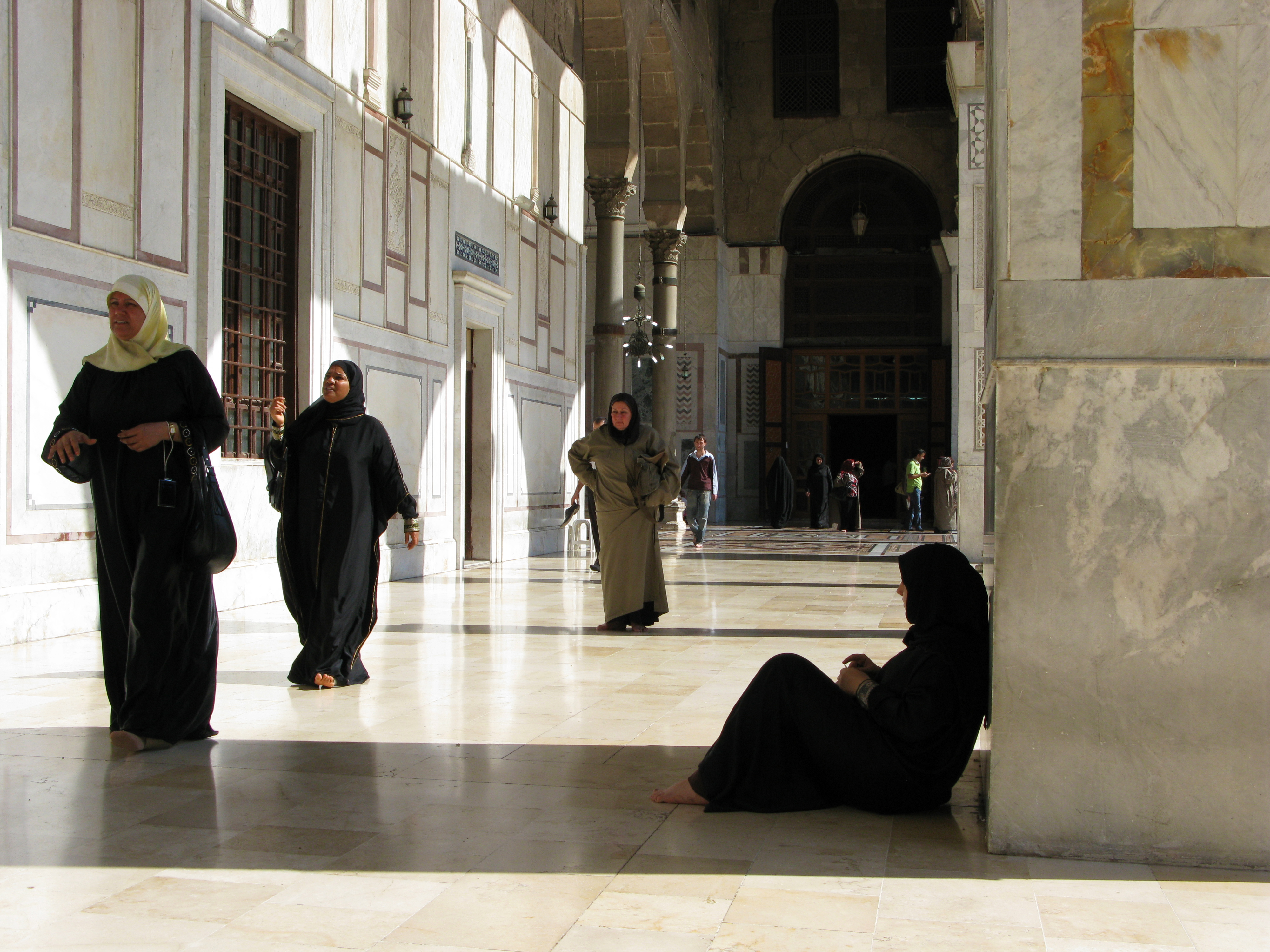
Syrische Musliminnen im Portikus der Umayyaden-Moschee in Damaskus (2008)

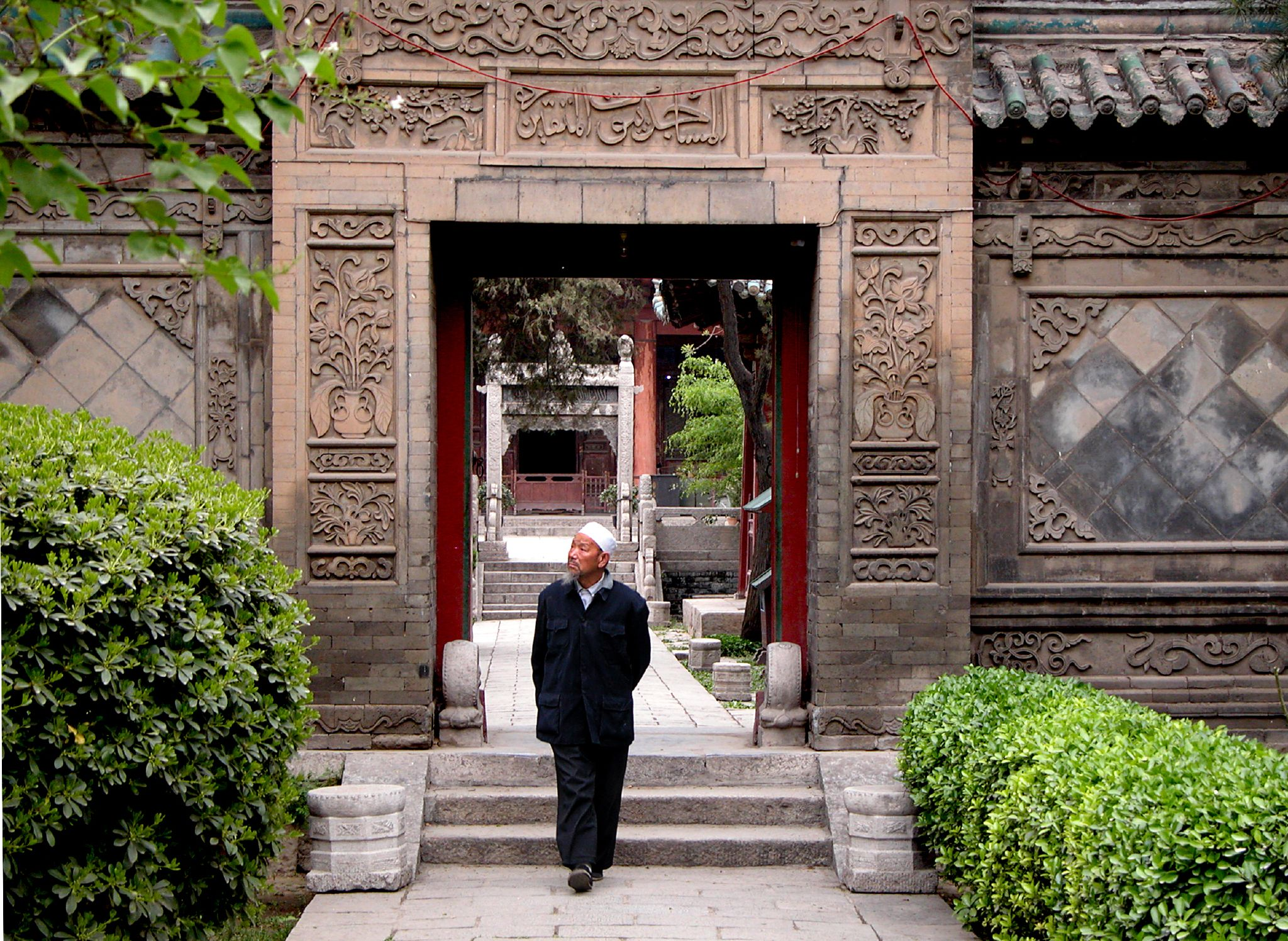
Chinesischer Muslim (Hui-Chinese) im Hof der Moschee zu Xi’an in Xi’an (2005)

Ein Muslim (arabisch مسلم muslim), früher meist (seit etwa 1990 seltener) Moslem oder umgangssprachlich veraltet Mohammedaner (eigentlich ein ‚Anhänger der Lehren Mohammeds‘), ist ein Angehöriger des Islams oder Kind muslimischer Eltern.
Bei dem Wort Muslim handelt es sich um das Partizip Aktiv zum IV. Stamm von سلم salima ‚wohlbehalten sein, unversehrt sein‘ → أسلم aslama ‚sich hingeben, sich ergeben, sich unterwerfen‘: „Der sich (Gott) Ergebende“. Das im IV. Stamm ausgedrückte sich unterwerfen ist nicht im Sinne einer weltlichen Kapitulation zu verstehen, die mit dem X. Stamm ausgedrückt wird: استسلم istaslama ‚kapitulieren‘ → مستسلم mustaslim ‚der kapitulierende‘.
Die explizit weibliche Form im Deutschen ist Muslimin, auch Moslemin. Seit den 1990er Jahren wird für die weibliche Form zunehmend auch das arabische Wort Muslima verwendet. Der weibliche Plural lautet Musliminnen oder Muslimas.
Der Begriff Muselman, früher auch „Muselmann“ (vgl. auch persisch مسلمان, DMG mosalmān); gilt im Deutschen als historisch-literarisch bis veraltet. In mehreren anderen Sprachen, darunter auch solchen islamisch geprägter Länder, gehört er jedoch zum aktuellen Sprachgebrauch (z. B. französisch Musulman, türkisch Müslüman, persisch Mosalman).

## Verbreitung
2015 wurde die Zahl der Muslime weltweit auf 1,8 Milliarden geschätzt. Damit sind sie nach den Christen die zweitgrößte Religionsgemeinschaft.
Die Zahl der Muslime in Deutschland wird anhand der Herkunft und der Mitgliedschaft in islamischen Vereinen geschätzt, da der Islam nicht in öffentlich-rechtlichen Religionsgesellschaften organisiert ist, in denen Muslime eingeschriebenes Mitglied sind. Der Islam kennt keinen mit der Kirchenmitgliedschaft vergleichbaren Status.

## Als religiöse Bezeichnung

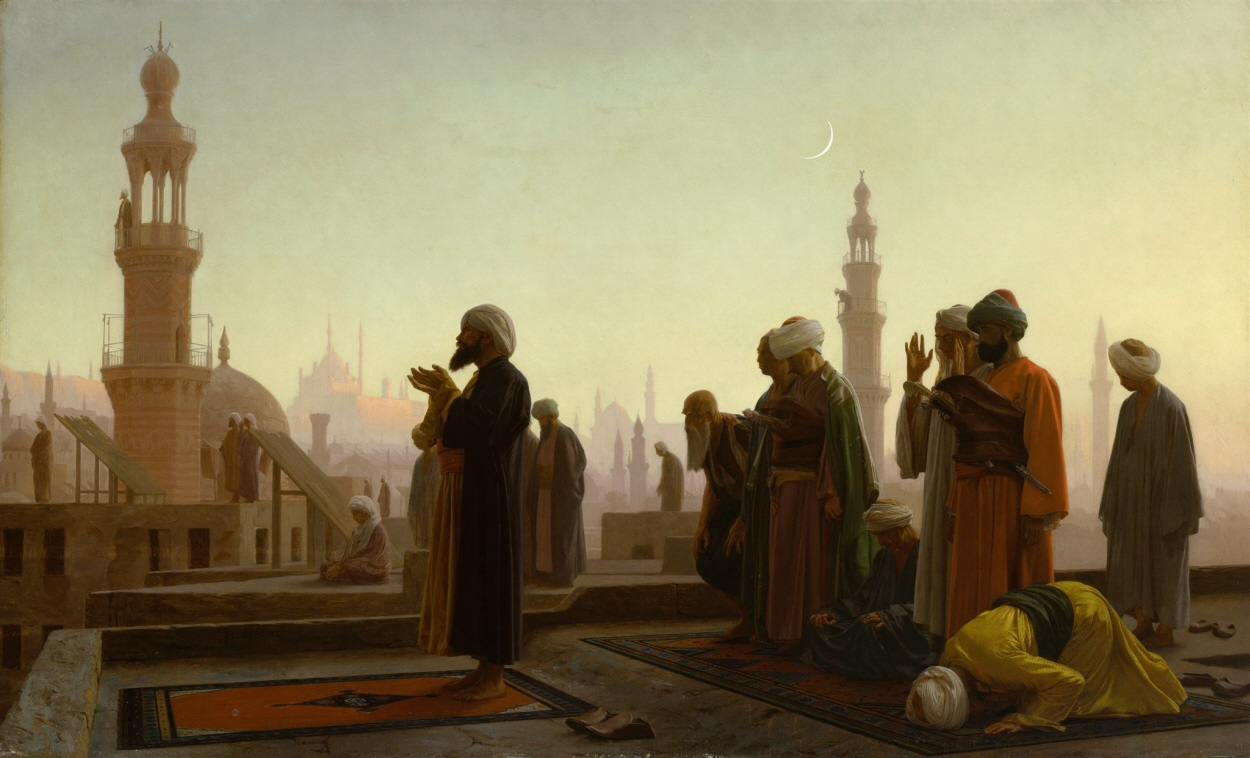
Eine romantische Darstellung des europäisch-klassizistischen Künstlers Jean-Léon Gérôme aus dem Jahr 1865 mit dem Titel Gebet in Kairo

Muslim ist, wer das islamische Glaubensbekenntnis (arabisch Schahāda) im vollen Bewusstsein gesprochen hat. Bindend ist es nach islamischem Recht, wenn er dies vor zwei volljährigen muslimischen Zeugen spricht. Nach islamischem Selbstverständnis ist jedes Neugeborene ein Muslim (siehe Fitra) und wird gegebenenfalls erst später durch äußere Einflüsse (z. B. Erziehung) vom islamischen Glauben abgebracht. Mit dem Eintritt in die Geschlechtsreife bekunden auch sie dies durch das Sprechen des Glaubensbekenntnisses (u. a. bei jedem Gebet).
Ein Muslim ist, nach islamischem Selbstverständnis, ein Monotheist, der Mohammed als letzten Propheten Gottes (Allahs) anerkennt. Orthodoxe Muslime glauben, dass der Koran das offenbarte Wort Gottes ist, das Mohammed durch den Erzengel Gabriel übermittelt wurde.
Der hanafitische Rechtsgelehrte asch-Schaibānī zitiert in seinem Kitāb as-Siyar einen Hadith, dem zufolge der Prophet Mohammed sagte: „Muslime sollen sich einander gegen den Außenstehenden unterstützen, das Blut aller Muslime hat den gleichen Wert, und derjenige, der am niedrigsten steht (d. h. der Sklave), kann alle anderen binden, wenn er einen Treueid leistet.“

## Abgrenzung zu Mu'min
Im Koran wird zwischen Muslimen, die sich rein formal zum Islam bekennen, und wirklichen Gläubigen (mu'min) unterschieden: 

„Die Wüstenaraber sagten: „Wir glauben!“ Sage ihnen: „Ihr glaubt nicht. Sagt lieber: ‚Wir haben uns nur scheinbar ergeben‘ (den Islam angenommen). Der Glaube ist nicht in eure Herzen eingedrungen. Wenn ihr Gott und Seinem Gesandten gehorcht, belohnt Gott euch voll und ganz für eure Werke.“ Gott ist voller Vergebung und Barmherzigkeit.
Die wahrhaft Gläubigen (mu'min) sind die, die sich zu Gott und Seinem Gesandten bekannt haben und keinen Zweifel hegen und mit ihrem Vermögen und ihrem Leben auf Gottes Weg kämpfen. Das sind die Rechtschaffenen.“

 „Wir haben den Islam angenommen“ (aslamnā), das Bekenntnis zum Islam, ist nur eine Äußerung (qaul = „Parole“), Glaube (īmān) dagegen ist sowohl Äußerung als auch Tat. Die Annahme des Islam durch verbale Bekundung während Mohammeds Wirken war zunächst die Garantie dafür, dass die arabischen Stämme der Arabischen Halbinsel von den Muslimen weiter nicht mehr bekämpft wurden. Damit stuft der Koran den Glauben höher ein als den bloß formalen Eintritt in den Islam. Die Exegese interpretiert an dieser Stelle das Schlüsselwort aslamnā („wir haben den Islam angenommen“) nicht nur in dem sonst üblichen Sinne der Unterwerfung unter den (einzigen) Gott, sondern versteht die Worte der Beduinen im Sinne von „sich ergeben“ und „kapitulieren“ (istaslamnā) aus Furcht vor Gefangenschaft und weiterer kriegerischen Auseinandersetzung.
Die Sufis unterscheiden ebenfalls zwischen einem Muslim und einem „Gläubigen“. Nach ihrer Auffassung unterwirft sich ein Muslim lediglich äußerlich den Geboten Gottes, ein Gläubiger glaubt jedoch auch unerschütterlich daran und ist sich dessen bewusst, dass er ununterbrochen „vor seinem Schöpfer steht“.

## Als ethnische Bezeichnung
In einigen Ländern wird der Begriff „Muslim“ auch als ethnische Bezeichnung verwendet. Dies war zum Beispiel auch in der Sozialistischen Föderativen Republik Jugoslawien (1962–1992) der Fall. Dort veröffentlichten in den 1960er Jahren muslimische marxistische Historiker eine große Anzahl von Arbeiten über die Geschichte der bosnischen Muslime (Bosniaken) und lieferten eine „wissenschaftliche“ Legitimierung für die Anerkennung einer muslimischen Staatsnation. Bei der Volkszählung von 1971 gab die überwältigende Mehrheit der bosnischen Muslime ihre Nationalität als „Muslim im Sinne einer Nation“ an. Diese Bezeichnung wurde 1974 in der neuen jugoslawischen Verfassung offiziell anerkannt. Ein Problem an dem Konzept der neuen bosnischen muslimischen Nationalität war seine Zweideutigkeit, denn der Begriff konnte sowohl die Zugehörigkeit zu einer religiösen Gemeinschaft als auch einer Nationalität bedeuten. Ein Atheist muslimischer Nationalität konnte mithin nicht von einem muslimischen Gläubigen einer anderen Nationalität (albanisch, türkisch) unterschieden werden. Um das Problem zu lösen, wurde das Wort Muslim, wenn es die Nationalität bezeichnete, mit großem Anfangsbuchstaben geschrieben (Musliman), wenn es die Religionszugehörigkeit bezeichnete, dagegen mit kleinem Anfangsbuchstaben (musliman). Die jugoslawische Politik bemühte sich in der Folgezeit darum, das muslimische Nationalitätskonzept von jeglicher religiöser Konnotation fernzuhalten, doch haben anthropologische Studien gezeigt, dass diese Unterscheidung nicht vollständig aufrechterhalten werden konnte. Auch in den 1980er Jahren war für viele bosnische Muslime die nationale Identität noch eng mit dem Islam verbunden.

## Mohammedaner
Die Bezeichnung „Mohammedaner“ für einen Muslim wird von Muslimen im deutschen Sprachraum im Allgemeinen abgelehnt, da Mohammed zwar verehrt, aber nicht angebetet wird und damit – gemessen an der Bezeichnung „Christ“ – nicht den Stellenwert Jesu Christi im Christentum einnimmt.
Das arabische muhammadi / محمدي / muḥammadī / ‚mohammedanisch, Mohammedaner‘ hingegen findet sich auch in anderen islamischen Literatursprachen wie Persisch, (Osmanisch-) Türkisch oder Urdu.
Die Vergöttlichung Mohammeds ist einzelnen Strömungen des Islam jedoch nicht gänzlich fremd: So galt der Muhammadiyya („Die Mohammedaner“) im Irak des 8. und 9. Jahrhunderts Mohammed sowohl als der unbekannte Gott, der sich dem Menschen nicht erschließt, als auch als einzig wahre Manifestation Gottes auf Erden. Auch in einigen Strömungen des Sufismus setzt ab etwa 1100 eine mystische Strömung ein, für die Mohammed Logos oder universelles Geistwesen ist, das entsprechend verehrt wird. Vergleiche dazu auch Muhammadiyah, eine islamische Vereinigung in Indonesien.
Im arabischsprachigen islamischen Schrifttum, z. B. in der Koranexegese von Ibn Kathīr, benutzt man die Ausdrücke wie „prophetische Gesetzgebung“ als Synonym zur „mohammedanischen Gesetzgebung“. Die islamische Gemeinschaft bezeichnet Ibn Kathir auch als „mohammedanische Umma“. Ibn Hadschar al-ʿAsqalānī spricht neben der Sunna des Propheten Mohammed auch von der „mohammedanischen Sunna“ bzw. von der „mohammedanischen Botschaft“.